# Goldquarryite
La goldquarryite è un minerale.